# Uniunea de la Erfurt

Reichskriegsflagge (steagul de război al Reichului) al Uniunii de la Erfurt.

Uniunea de la Erfurt (germană: Erfurter Union) a fost o uniune de scurtă durată a statelor germane într-o federație propusă de Regatul Prusiei la Erfurt, Parlamentul Uniunii de la Erfurt (Erfurter Unionsparlament) a durat între 20 martie și 29 aprilie 1850. Uniunea nu a intrat în vigoare, iar aceasta a primit lovitura fatală în Agrementul de la Olmütz (29 noiembrie 1850, de asemenea, numită de Umilința de la Olmütz), sub presiunea Imperiului Austriac.

## Nașterea Uniunii
În revoluțiile din 1848, Confederația Germană dominată de Austria a fost dizolvată, iar Adunarea de la Frankfurt a căutat să stabilească noi constitutii pentru multitudinea de state germane. Efortul, cu toate acestea, s-a încheiat cu colapsul Adunării, după ce regele Frederick William al IV-lea a refuzat coroana germană. Guvernul prusac, sub influența generalului Joseph Maria von Radowitz, care a încercat să unească clasele împotriva amenințarii la adresa dominației Junker, a profitat de oportunitatea de a iniția o nouă federație germană, sub conducerea monarhului de Hohenzollern. În același timp, Frederick William al IV-lea a acceptat la cererile oamenilor lui pentru o constituție, de asemenea fiind de acord pentru a deveni liderul unei Germanii unite.
Un an înainte (26 mai 1849) de convenția Parlamentului Uniunii de la Erfurt,alianța celor Trei Regi a fost încheiată între Prusia, Saxonia și Hanovra. Din acest tratat a apărut politica prusac de fuziune, și de acolo ambiția Uniunii de la Erfurt. Constituția în sine, cu toate acestea, a intra în vigoare după revizuirea și ratificarea de către un Reichstag ales, precum și aprobarea de către guvernele participante. 150 de foști deputați liberali în Adunarea Națională germană au aderat la proiectul de reuniune de la Gotha pe 25 iunie 1849, iar până la sfârșitul lunii august 1849 aproape toate (douăzeci și opt) principatele au recunoscut constituirea Reichului și au aderat la Uniune, sub diferite grade de presiune prusacă.

## Probleme în cadrul uniunii
În ciuda acestui fapt, alegerile pentru Parlamentul Erfurt au avut loc în ianuarie 1850, primind foarte puțin sprijin popular sau recunoaștere. Democrații au boicotat alegerile, și cu participarea electorală sub cincizeci la sută, Saxonia și Hanovra au părăsit Alianța celor trei regi. Nici un guvern în cele din urmă nu a fost de acord cu Constituția, și chiar dacă documentul a fost ușor acceptat de către Partidul Gotha (întâmplător învins în alegeri), niciodată nu a intrat în vigoare. Parlamentul de la Erfurt nu s-a materializat niciodată.
Între timp, Austria, după ce și-a depăși dificultățile sale (căderea lui Metternich, abdicarea lui Ferdinand I și revolte constituționale din Italia și Ungaria) a reînceput o rezistență activă față de planul Uniunii Prusiei. Retragerea Saxoniei și Hanovrei din alianța cu Prusia poate fi, de asemenea, atribuită în mare parte încurajării austriace. Viena a avut în vedere restaurarea Confederației Germane amintind de Dieta germană, rezistența s-a coagulat în jurul generalului Ludwig Friedrich Leopold von Gerlach.
În Prusia, un congres de prinți a avut loc la Berlin în mai 1850 care a decis în mod explicit împotriva introducerii unei constituții. Ca urmare voință regelui prusac pentru unificării Germaniei a slăbit, iar influența lui Radowitz a scăzut. Politica prusacă a Uniunii a fost slăbită în continuare de Austria care solicita restaurarea Adunării Federale din Frankfurt, în septembrie același an.

## Umilința prusacă
Conflictul dintre Prusia și Austria s-a înrăutățit în toamna acelui an, din cauza dezacordurilor legate de chestiunea execuțiilor federale în Holstein (disputa cu Danemarca) și electoratul de Hessa aproape a escaladat într-un conflict militar. În 1848, austriecii au fost aliați cu Rusia, după ce guvernul de la Berlin a refuzat cererile austriece, în Conferința de la Varșovia din 28 octombrie 1850, relațiile au degenerat în continuare. Pe 5 noiembrie Prusia a mobilizat armata și s-a pregătit pentru război ca răspuns la trupele Confederației Germane care avansau în electoratul de Hessa. Războiul a fost evitată, cu toate acestea, atunci când liderii prusaci asociați cu nobilimea au acordat sprijinul lor lui Gerlach, prin Kreuzzeitungs Partei, care a sprijinit Austria în revenirea în Confederație.

## Agrementul de la Olmütz
Pe 29 noiembrie 1850, Tratatul de la Olmütz a fost încheiat între Austria și Prusia, în prezența Rusiei. Din tratat, considerată de mulți ca o capitulare umilitoare din partea Prusiei în palatul vienez Hofburg, a fost de acord să ia parte la intervenția Dietei germane în Hesse și Holstein și renunțarea la orice reluare a politicii ei de uniune, prin urmare, abandonarea Uniunii de la Erfurt.